# Brenda Martinez
Brenda Martinez (ur. 8 września 1987 w Upland) – amerykańska lekkoatletka specjalizująca się w biegach średniodystansowych.
W 2013 zdobyła brąz w biegu na 800 metrów podczas mistrzostw świata w Moskwie. W 2014 sięgnęła po złoto i srebro IAAF World Relays. Medalistka mistrzostw NCAA oraz mistrzostw Stanów Zjednoczonych.

## Osiągnięcia
| Rok  | Impreza                   | Miejsce        | Konkurencja              | Lokata     | Wynik    |
| ---- | ------------------------- | -------------- | ------------------------ | ---------- | -------- |
| 2012 | Halowe mistrzostwa świata | Stambuł        | bieg na 1500 metrów      | eliminacje | 4:11,30  |
| 2013 | Mistrzostwa świata        | Moskwa         | bieg na 800 metrów       | 3. miejsce | 1:57,91  |
| 2014 | IAAF World Relays         | Nassau         | sztafeta 4 × 800 metrów  | 1. miejsce | 8:01,58  |
| 2014 | IAAF World Relays         | Nassau         | sztafeta 4 × 1500 metrów | 2. miejsce | 16:55,33 |
| 2015 | Mistrzostwa świata        | Pekin          | bieg na 800 metrów       | półfinał   | 2:00,27  |
| 2016 | Halowe mistrzostwa świata | Portland       | bieg na 1500 metrów      | 5. miejsce | 4:09,57  |
| 2016 | Igrzyska olimpijskie      | Rio de Janeiro | bieg na 1500 metrów      | półfinał   | 4:10,41  |
| 2017 | Mistrzostwa świata        | Londyn         | bieg na 800 metrów       | półfinał   | 2:01,31  |

## Rekordy życiowe
- Bieg na 800 metrów (stadion) – 1:57,91 (2013)
- Bieg na 800 metrów (hala) – 2:00,14 (2016)
- Bieg na 1500 metrów (stadion) – 4:00,94 (2013)
- Bieg na 1500 metrów (hala) – 4:04,58 (2016)
- Bieg na milę (stadion) – 4:26,76 (2012) wynik ten otwierał listy światowe w roku 2012[1].
- Bieg na milę (hala) – 4:32,05 (2016)

24 maja 2014 amerykańska sztafeta 4 × 1500 metrów w składzie Heather Kampf, Katie Mackey, Kate Grace i Brenda Martinez ustanowiła aktualny rekord Ameryki Północnej na tym dystansie (16:55,33).
25 maja 2014 amerykańska sztafeta 4 × 800 metrów w składzie Chanelle Price, Geena Gall, Ajeé Wilson i Brenda Martinez ustanowiła rekord Ameryki Północnej na tym dystansie (8:01,58), który przetrwał do 3 maja 2015.